# Haute-Marne
Haute-Marne là một tỉnh của Pháp, thuộc vùng hành chính Grand Est, tỉnh lỵ Chaumont, bao gồm 3 quận với các quận lỵ còn lại là: Langres, Saint-Dizier.